# Altenwiesen
Altenwiesen ist ein Gemeindeteil der Stadt Betzenstein im Landkreis Bayreuth (Oberfranken, Bayern). Altenwiesen liegt in der Gemarkung Leupoldstein.

## Geografie
Der Weiler Altenwiesen befindet sich etwa zweieinhalb Kilometer nordnordwestlich von Betzenstein und liegt auf einer Höhe von 535 m ü. NHN.

## Geschichte
Durch die Verwaltungsreformen zu Beginn des 19. Jahrhunderts im Königreich Bayern wurde die Ortschaft zum Bestandteil der Ruralgemeinde Leupoldstein. Im Zuge der Gebietsreform in Bayern wurde Altenwiesen zusammen mit der Gemeinde Leupoldstein am 1. Januar 1972 in die Stadt Betzenstein eingegliedert. Im Jahr 1987 hatte Altenwiesen zehn Einwohner.

## Verkehr
Die aus dem Südwesten von Leupoldstein kommende Bundesstraße 2 verläuft am südöstlichen Ortsrand von Altenwiesen vorbei und führt in nordöstliche Richtung weiter nach Weidensees. Eine Zufahrt auf die Bundesautobahn 9 ist bei der etwa fünf Kilometer ostnordöstlich gelegenen Anschlussstelle Weidensees möglich.